# کریستو گونزالز
کریستو گونزالز (اسپانیایی: Cristo González‎؛ زادهٔ ۱۴ اکتبر ۱۹۹۷) بازیکن فوتبال اهل اسپانیا است که در حال حاضر در پست مهاجم برای رئال مادرید کاستیا بازی می‌کند.
از دیگر باشگاه‌هایی که در آن بازی کرده‌است می‌توان به باشگاه فوتبال تنریف اشاره کرد.